# Кузминскис, Йонас
Йо́нас Кузминскис (лит. Jonas Kuzminskis; 1 (14) декабря 1906, мест. Бетигала, Ковенская губерния, Российская империя — 19 августа 1985, Вильнюс, Литовская ССР, СССР) — советский, литовский художник-живописец, график, педагог. Народный художник СССР (1965). Лауреат Государственной премии Литовской ССР (1967).

## Биография
Родился 1 (14) декабря 1906 года в местечке Бетигала (ныне Расейнского района Каунасского уезда Литвы).
В 1927—1933 годах учился в Каунасской художественной школе (ныне Каунасский институт декоративно-прикладного искусства) у М. Добужинского и А. Гальдикаса. 
В 1933—1941 годах работал для журнала «Жибурелис» („Žiburėlis“, «Огонёк»), книгоиздательской и книготорговой фирмы «Спаудос фондас» („Spaudos fondas“, «Фонд печати»), типографии «Спиндулис» („Spindulys“, «Луч»). Работал гравёром-литографом в типографии в Вильнюсе (1935—1941), мастером-инструктором в Вильнюсской художественной академии (1942—1943). 
С 1941 года преподавал в Вильнюсской художественной школе (с 1941 — Вильнюсская художественная академия, с 1944 — Вильнюсский художественный институт, с 1951 — Художественный институт Литовской ССР); в 1948—1968 годах — заведующий кафедрой графики, с 1957 года — профессор.
С 1935 года участвовал в художественных выставках. Персональные выставки проходили в Вильнюсе (1956, 1966, 1976, 1982), Москве (1967, 1977), Мюльхаузене (1967), Соботке (1975).
В 1958—1982 годах — председатель правления Союза художников Литовской ССР. Секретарь правления СХ СССР (1963—1982). Член-корреспондент (1970), Академик АХ СССР  (1975).
Член КПСС с 1951 года. С 1963 года состоял членом Центрального комитета Литовской коммунистической партии. В 1963—1985 годах был депутатом Верховного Совета Литовской ССР, в 1967—1975 годах — заместителем председателя президиума Верховного Совета.
Умер 19 августа 1985 года в Вильнюсе. Похоронен на Антакальнисском кладбище.

## Творчество
Работал в технике линогравюры и ксилографии. Произведениям свойственно сочетание традиций литовской народной гравюры на дереве и декоративность.
Автор станковых гравюр на темы народного быта и труда, циклы по мотивам литовских народных песен „Oi lekia, lekia gulbių pulkelis“ (1963), „Ei pūtė, pūtė“ (1965), „Bijūnėlis žalias“ (1968), множества архитектурных пейзажей Вильнюса — „Vilnius. Bernardinų bažnyčia“ («Вильнюс. Бернардинский костёл», 1944), „Vilnius. Pilies skersgatvis“ («Вильнюс. Переулок Пилес», 1947), цикл „Vilniuje“ («В Вильнюсе», 1981—1984). Создал ряд портретов (например, Антанаса Венцловы, 1965). В Литературном музее Майрониса в Каунасе среди его произведений, в основном приобретённых у самого художника в 1976—1987 годах, имеются портреты Костаса Корсакаса (1965; уголь, карандаш), Юстаса Палецкиса (1971, ксилография), Пятраса Вайчюнаса (1942, карандаш) .
Иллюстрировал и оформлял книги литовских писателей и поэтов — «Мельница Балтарагиса» („Baltaragio malūnas“ Казиса Боруты (36 ксилографий, 1945), «Эгле королева ужей» („Eglė žalčių karalienė“) Саломеи Нерис (1946), поэма «Аникщяйский бор» („Anykščių šilelis“) Антанаса Баранаускаса (1952), поэма «Уснине» („Usnyne“) Теофилиса Тильвитиса (1951 — 28 ксилографий; 1962 — 14), сборник стихотворений «Красные маки» („Raudonosios aguonos“) Людаса Гиры (1968, 8 ксилографий), сборник стихотворений «Тысяча шажочков» („Tūkstantis žingsnelių“) Юстаса Палецкиса (1970, 8 ксилографий), «Колдун» („Raganius“) Винцаса Креве (1982).
Занимался также плакатом, был признанным мастером экслибриса (автор экслибрисов Альфонсаса Малдониса, Эдуардаса Межелайтиса, Йонаса Шимкуса, Теофилиса Тильвитиса и других), писал акварели. Произведения хранятся в Литовском национальном художественном музее.

## Награды и звания
- Заслуженный деятель искусств Литовской ССР (1956)
- Народный художник Литовской ССР (1960)
- Народный художник СССР (1965)
- Государственная премия Литовской ССР (1967)
- Орден Ленина (27.10.1967)[5]
- Орден Октябрьской Революции
- Орден Трудового Красного Знамени (1976)
- Два ордена «Знак Почёта» (в т.ч. 1954[6])
- Медали СССР
- Серебряная и Бронзовая медали Всемирной выставки в Париже (1937)
- Дипломы Всесоюзных конкурсов на лучшее издание года (1970, 1982)[7].

## Память
В родном местечке действует мемориальный музей с экспозицией произведений живописи и графики художника, его личных вещей и мебели.